# Journal of Hyperbolic Differential Equations
Journal of Hyperbolic Differential Equations is een internationaal, aan collegiale toetsing onderworpen wetenschappelijk tijdschrift op het gebied van de
toegepaste wiskunde en de mathematische fysica.
De naam wordt in literatuurverwijzingen meestal afgekort tot J. Hyperbol. Differ. Eq.
Het wordt uitgegeven door World Scientific en verschijnt vier keer per jaar.
Het eerste nummer verscheen in 2004.